# Ngón tay thối

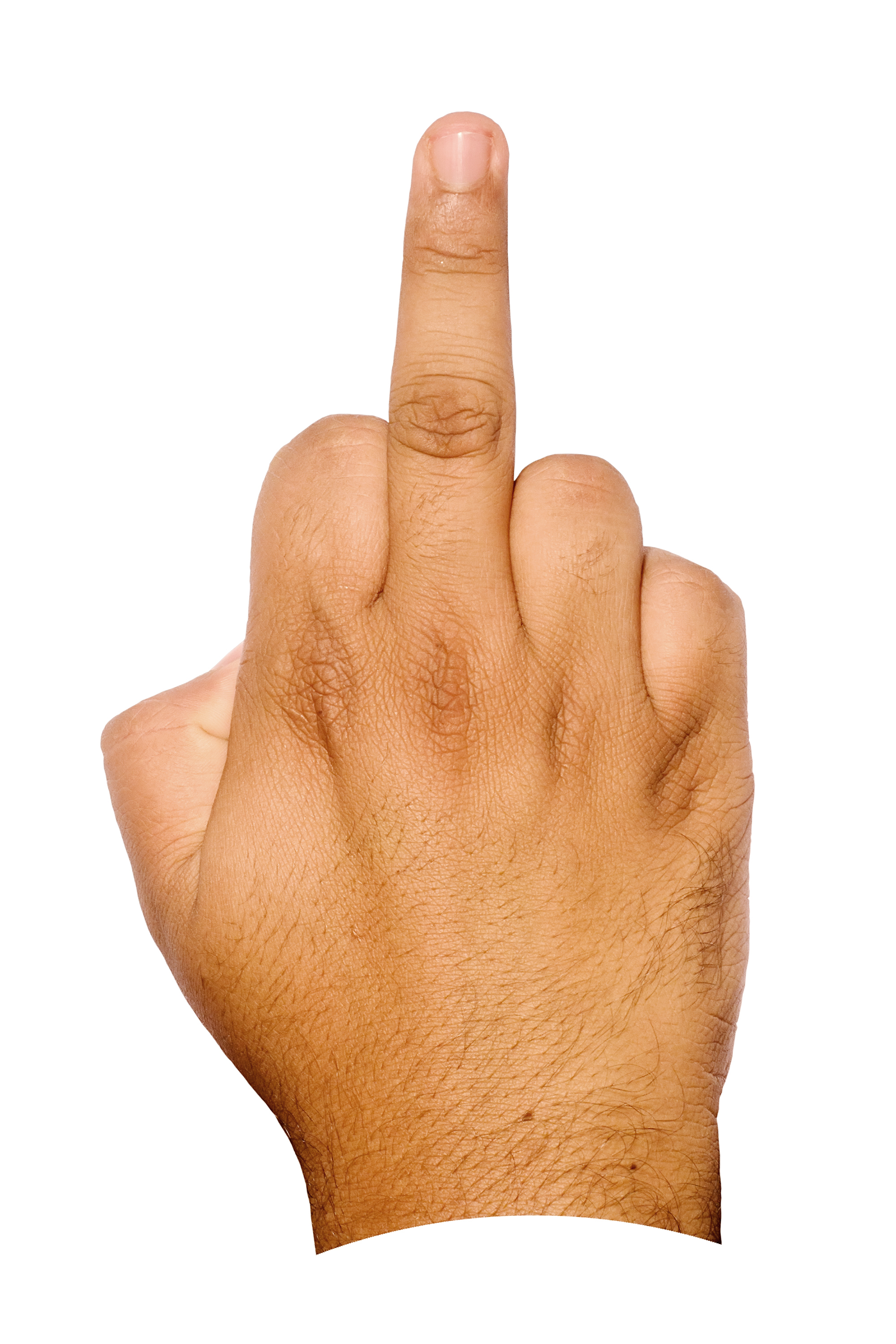
Hình ảnh ra hiệu "ngón tay giữa"

Trong văn hóa Tây phương, việc giơ ngón tay giữa (thông tục: ngón tay thối) ra trước bị coi là một hành động khiếm nhã. Đây là cử chỉ mang tính xúc phạm và khinh bỉ, đồng nghĩa với nói "cút đi" hoặc "fuck you". Ở Đức, người có hành động này có thể bị đưa ra tòa vì tội phỉ báng, nhất là khi giơ ngón giữa với cảnh sát.
Ngón tay thối đã xuất hiện từ thời Hy Lạp cổ với ý nghĩa biểu thị cho dương vật. Trải qua thời gian, nó dần trở nên phổ biến với ý nghĩa xúc phạm. Nhiều nghệ sĩ (như các ca sĩ, diễn viên, rapper, ban nhạc hardcore punk) cũng từng có cử chỉ này. Bên cạnh đó, nhiều người cho rằng, ngón trỏ và ngón nhẫn bên cạnh ngón giữa trong cử chỉ này là biểu thị cho tinh hoàn.